# Ambasada Kuby przy Stolicy Apostolskiej
Ambasada Kuby przy Stolicy Apostolskiej – misja dyplomatyczna Republiki Kuby przy Stolicy Apostolskiej. Ambasada mieści się w Rzymie, w pobliżu Watykanu.
Ambasador Kuby przy Stolicy Apostolskiej akredytowany jest również przy Zakonie Kawalerów Maltańskich.

## Historia
Stosunki dyplomatyczne pomiędzy Stolicą Apostolską a Kubą zostały ustanowione 2 września 1935.